# Ambrus Balogh
Ambrus Balogh (Csengerújfalu, 15 agosto 1915 – Budapest, 6 luglio 1978) è stato un tiratore a segno ungherese.

## Palmarès

### Olimpiadi
- 1 medaglia:
  - 1 bronzo (Helsinki 1952 nella pistola 50 metri)